# アンドリュー・ジャクソン

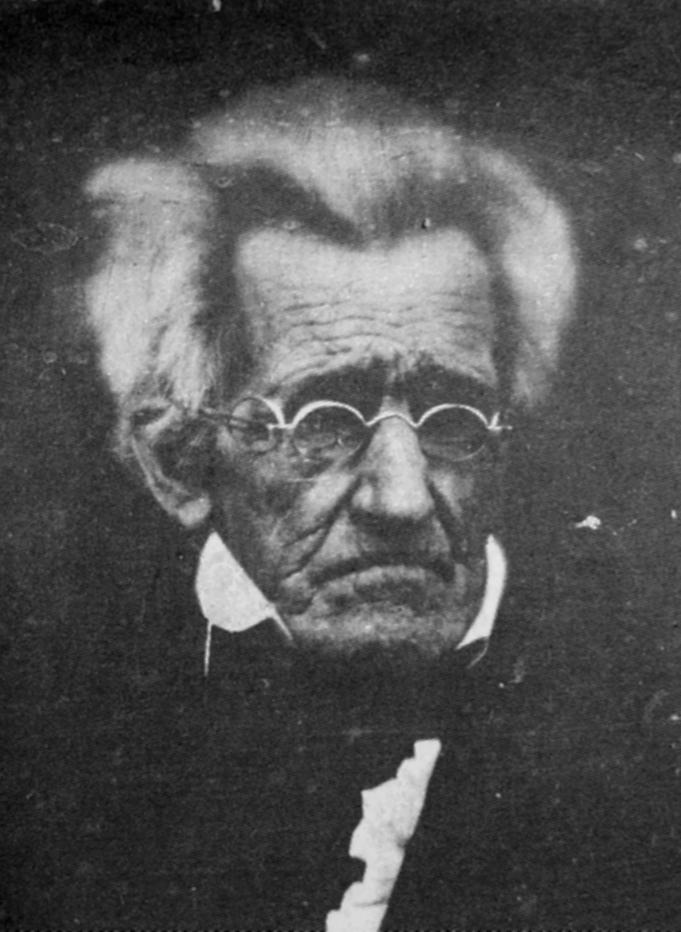
1845年4月15日に撮影されたダゲレオタイプの写真

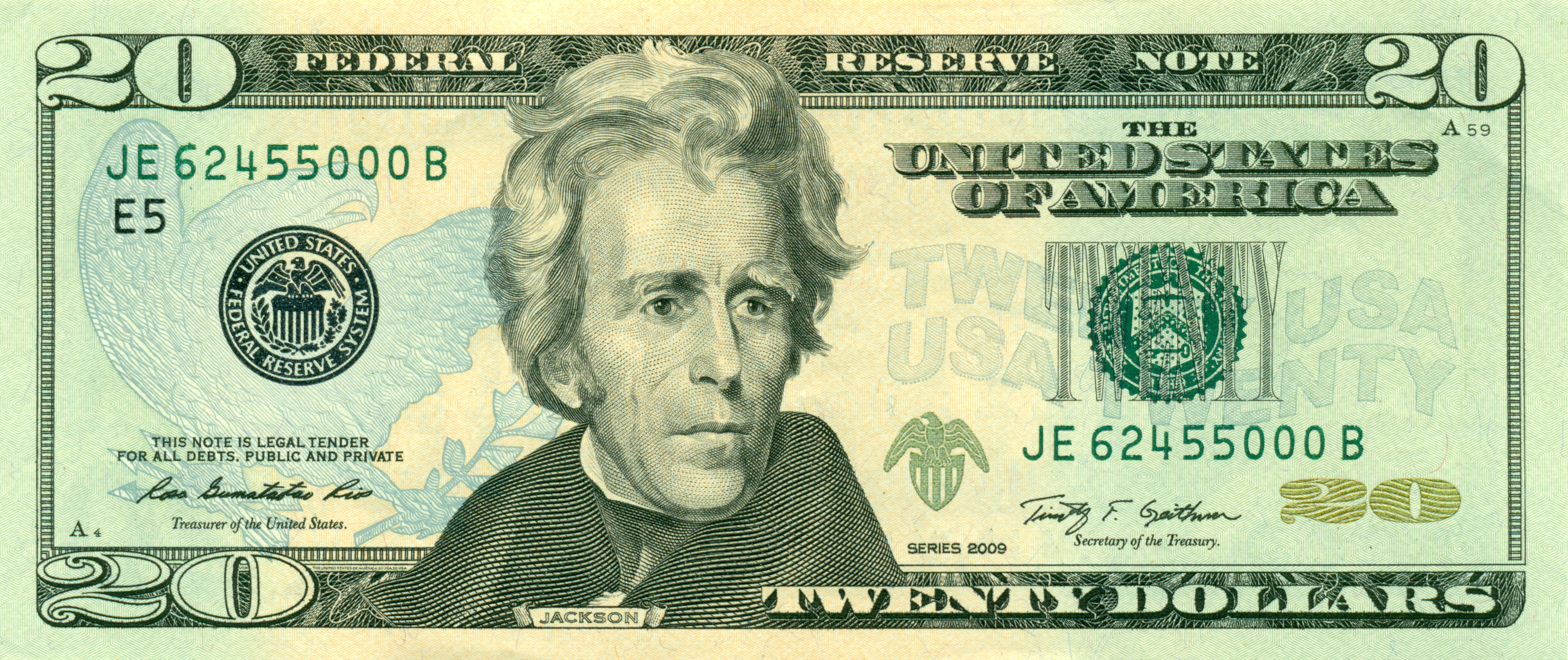
アンドリュー・ジャクソンの肖像が描かれた20ドル紙幣

アンドリュー・ジャクソン（Andrew Jackson, 1767年3月15日 - 1845年6月8日）は、アメリカ合衆国の軍人、政治家、黒人奴隷農場主で、第7代アメリカ合衆国大統領。ジャクソンは民主党所属としては初の大統領。「オールド・ヒッコリー」の愛称で呼ばれた。「アメリカン・フロンティア」に暮らし、独立13州に関係しなかった最初の大統領。
米英戦争における活躍をきっかけに大統領になり、任期中の強権ぶりから「アンドリュー1世」とも揶揄されたほどであった。アメリカ独立戦争と南北戦争の間、その時代は「エイジ・オブ・ジャクソン」「ジャクソン・エラ」としばしば呼ばれた。
史上唯一、議会から不信任決議をされた大統領であり、またアメリカ大統領史上初めて暗殺の標的になった（未遂）。
夫人のレイチェル・ジャクソン（第7代アメリカ合衆国のファーストレディ）は夫が大統領に就任する2か月前に急死したが、ジャクソンは彼女の死の原因になったとして政敵のジョン・クインシー・アダムズとその支持者を激しく非難した。邸宅を構えたハーミテージはアメリカ合衆国国定歴史建造物に登録されている。

## 生い立ち
ジャクソンは1767年3月15日にスコットランド系移民のアンドリュー・ジャクソン・シニアとエリザベス・ハッチンソン・ジャクソン夫妻の間に生まれる。両親がアイルランドから移民して2年後のことであった。父親は1738年ごろにアイルランド、アントリム県のキャリクファーガスで生まれた。彼はエリザベスと結婚し、1765年に土地を売り払ってアメリカに移住した。一家は恐らくペンシルベニアに到着し、陸路をスコッチ＝アイルランド共同体のあるワクスハウに向かった。ワクスハウはノースカロライナとサウスカロライナの間に位置する森林地帯で、白人がまだ入りこんでいないインディアンの土地であった。ジャクソンには2人の兄（ヒュー、1763年生まれ）（ロバート、1764年生まれ）がいた。父親はジャクソンが生まれる3週間前の1767年2月に29歳で事故死した。両親が暮らした家は現在アンドリュー・ジャクソン・センターとして公開されている。ジャクソンはワクスハウエリアで生まれたが、正確な出生地は論争の対象であった。自身はサウスカロライナの小屋で生まれたと主張した。ジャクソンの出身地をめぐる論争は、ノースカロライナとサウスカロライナ間の論争を超えることとなった。その出生地に関しては、彼の英雄的な業績と卑しい出生のため、多くの推測が存在した。
ジャクソンは田舎の「古い」学校で学んだが、十分な教育が受けられなかった。アメリカ独立戦争が始まると、ジャクソンは13歳で急使として大陸会議軍に加わった。長兄のヒューはストノ・フェリーの戦いの間の1779年6月20日、高熱のため死亡した。ジャクソンと次兄ロバートはイギリス軍によって捕らえられ、囚人として拘留された。彼らは餓死する寸前であった。ジャクソンがイギリス軍将校のブーツを片付けるのを拒否すると、将校は彼を刀で切りつけた。ジャクソンは左手と頭に傷跡が残り、イギリス軍に対する激しい憎しみを抱くこととなった 。投獄されている間、兄弟は天然痘に罹患（りかん）した。母親が1781年4月27日に2人の釈放を保証したが、ロバートはその数日後に死亡した。母親はジャクソンの回復を確信した後、チャールストン港に停泊する2隻の船で捕虜の看護を申し出た。そこでコレラが発生した。母親は1781年11月に14歳のジャクソンを残して病気で死亡し、墓標のない墓に埋葬された 。ジャクソンの肉親は戦争の間に全て死亡し、彼はイギリス軍を非難した。
ジャクソンは独立戦争に従軍した最後のアメリカ合衆国大統領であった。

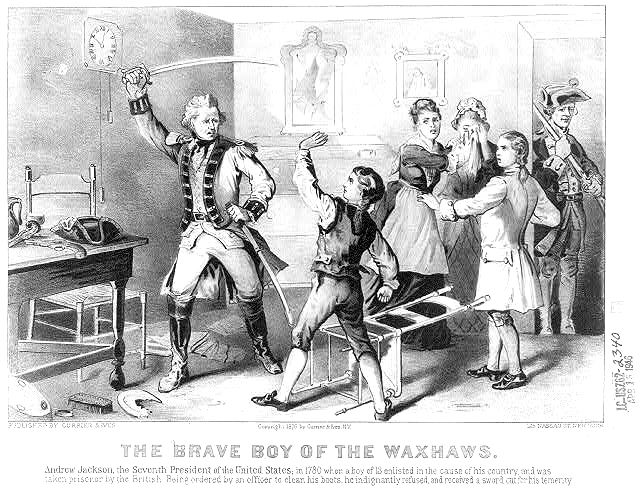
コフィン少佐のブーツを片付けるのを拒否する若きジャクソン（リトグラフ、1876年）

1781年、ジャクソンは鞍職人の店で働いた。その後学校教員として働き、ソールズベリーで法律を学んだ。1787年に法曹界に認められ、ジョーンズボロに移り住み、続いてノースカロライナ州のワシントン・ディストリクトに移動した。この地域はその後南西部領土となり、後のテネシー州となった。
ジャクソンの法律知識は乏しかったが、辺境地の弁護士としては十分なことを自覚していた。彼は名門の生まれではなかったため、自分の才覚で経歴を創り上げなければならなかった。すぐに彼は開拓時代の無秩序の中で頭角を現した。取り扱った問題の大半は土地問題及び暴行、けんかといったものであった。1788年にジャクソンはウェスタン・ディストリクトの法務官に任命され、1791年にはオハイオ川南部領政府からも法務官職を任命された。
1796年、ジャクソンはテネシー憲法制定会議への代表に選出され、同年にテネシー州が成立すると下院議員に選出された。1797年には民主共和党から上院議員として選出されたが、1年以内に辞任する。1798年にはテネシー州検事総長に任命され、1804年まで同職を務めた。
法律及び政治上の経歴以外に、ジャクソンは奴隷主、農園主および商人として成功した。1803年に彼はギャラティンで家と最初の雑貨店を建設した。1804年にはデヴィッドソン郡、ナッシュビルの近くにハーミテージ（640エーカー (2.6 km2)の農園）を購入した。その後360エーカー (1.5 km2)を加え、農園は結局1,050エーカー (425 ha)まで発展した。主な作物は綿花であり、黒人奴隷によって栽培された。ジャクソンは9名の黒人奴隷から始めて、1820年には44名、その後最大150名の黒人奴隷を所有した。ジャクソンは生涯最大で300名の黒人（混血も含む）奴隷を所有した。
ジャクソンは1818年にチカソー族国家と土地の販売交渉を行い、テネシー西部の土地投機を行った。また、1819年のメンフィス設立を行った3名の投資家の内の1人であった。

## 家族と私生活

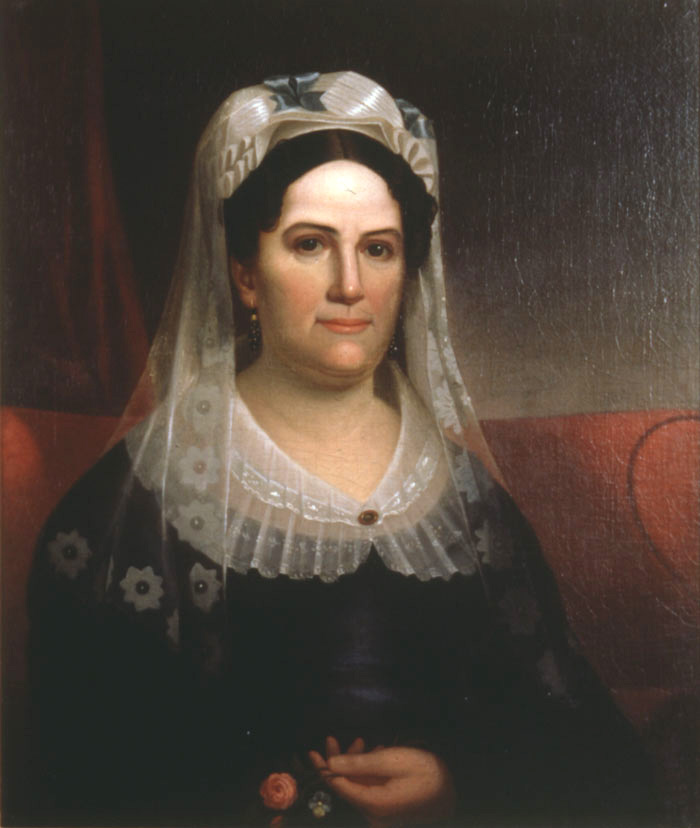
夫人のレイチェル・ジャクソン。彼女とのロマンスはアメリカで最も有名なロマンスの一つとして語り継がれている

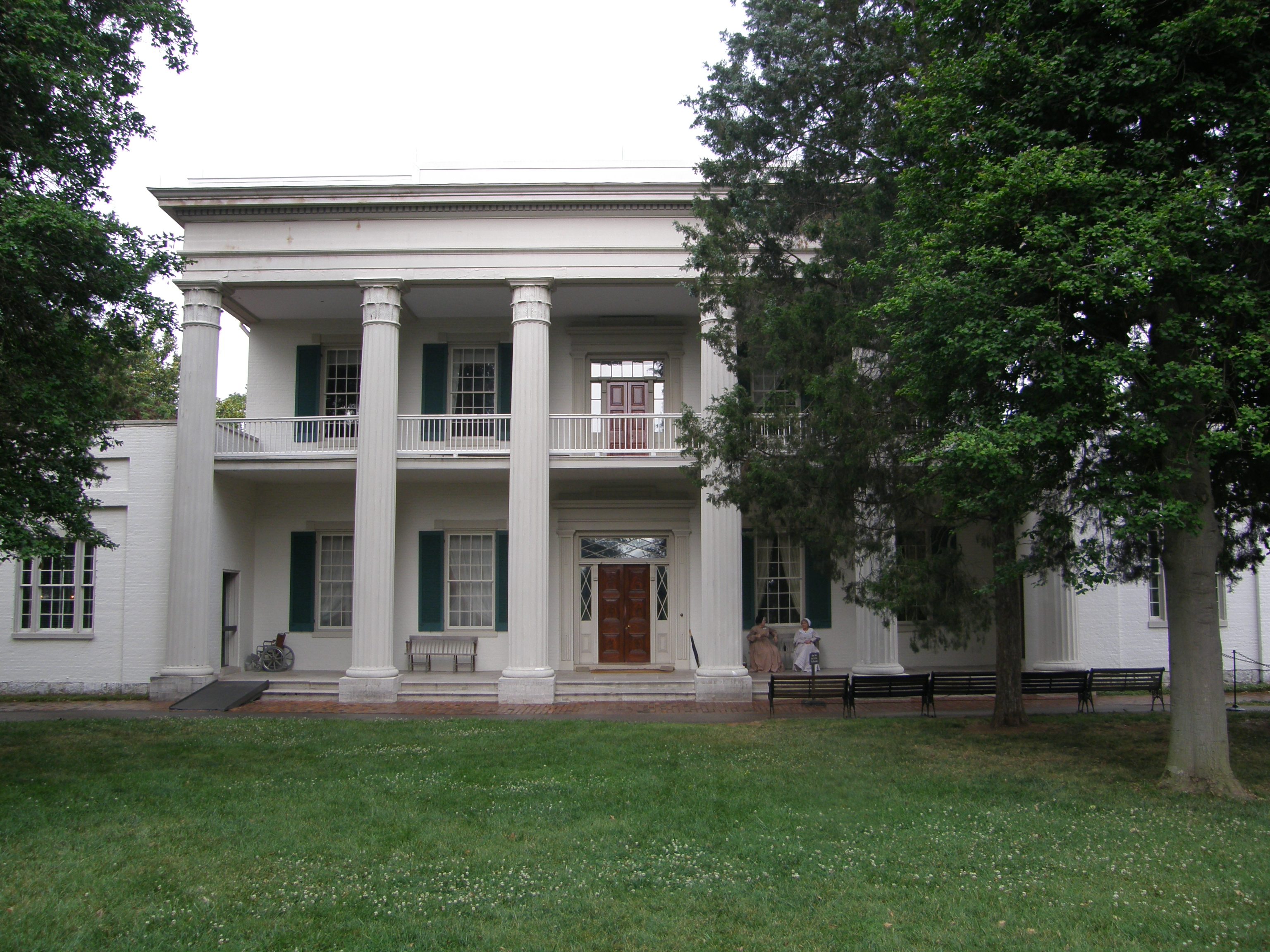
テネシー州ハーミテージの邸宅。大統領の邸宅としては3番目に人気のある観光スポットになっている

ジャクソンは1788年にナッシュビルに到着して間もなく、ナッシュビル開拓者ジョン・ドネルソンの未亡人レイチェル・ストックリー・ドネルソンが営む宿屋に下宿していた。ここで未亡人の娘レイチェル・ロバーズと親しくなった。レイチェル・ロバーズの夫ルイス・ロバーズは嫉妬深く、たびたび怒りの発作を起こした。そのためにレイチェルは母の元に身を寄せていた。ジャクソンによると、彼はルイス・ロバーズが離婚手続きを終えたと聞いた後にレイチェル・ロバーズと結婚した。しかし、実際にはまだ離婚が成立していなかったためにこの結婚は無効となった。離婚手続きを正式に終えた後、1794年にジャクソンとレイチェルは再び結婚した。複雑なことに、提示された証拠は離婚の申し立てをする前にレイチェルがジャクソンと同居して「ジャクソン夫人」と呼ばれていたことを示している。しかし、このようなことはフロンティア社会においてはしばしば起こることであり、珍しいことではなかった。
ジャクソン夫妻の結婚を巡る論争でレイチェル夫人が侮辱されることにジャクソンは憤慨していた。1806年5月には夫人を中傷し、地元の新聞でジャクソンを「臆病者」と非難したチャールズ・ディキンソンに対し、ジャクソンは決闘を申し入れた。ディキンソンがまず発砲して銃弾はジャクソンの胸に当たった。決闘のルールではその後、ディキンソンはジャクソンが1発を発射するまで静止していなければならなかった。ジャクソンが放った銃弾を胸に浴びたディキンソンはその場に倒れ、この傷が致命傷となって数時間後に亡くなった。ジャクソンが浴びた胸の銃弾は心臓のすぐそばだったので摘出することが出来ず、後遺症に苦しみながら残りの人生を過ごした。この決闘によってジャクソンは冷酷で残忍な男として評判になって多くの人々の反感を買い、しばらくの間は社会の表舞台から去ることになった。
夫が1828年の大統領選挙に勝利した翌月の1828年12月22日にレイチェル夫人は心臓発作で死亡した。ジャクソンは「左肩、胸、および乳房に耐え難いほどの痛み」を抱えていたと病状を説明した。彼女は選挙運動期間中に極度のストレス状態に陥っていた。ジャクソンは妻の死後にジョン・クインシー・アダムズを強く非難した。彼の支持者は選挙期間中に「重婚者」としてレイチェル夫人を繰り返し中傷していた。ジャクソンはこの中傷が妻の死を早めさせたと考え、自身が亡くなるまでアダムズを決して許さなかった。
ジャクソンは妻と過ごした日々を懐かしみ、彼女の肖像画を肌身離さず持ち歩いた。また、ハーミテージの庭にある彼女の墓石を毎晩訪れた。1953年に公開された伝記映画『The President's Lady』（邦題：『真紅の女』）は二人のロマンスを描いたものである。
ジャクソン夫妻はレイチェル夫人の兄セバーン・ドネルソンの息子アンドリュー・ジャクソン・ジュニアと、戦場で発見したインディアンのクリーク族の孤児リンコヤ・ジャクソンを養子としていた。リンコヤは1828年に結核のため16歳で死去した。8人の子供達の後見人も務めた。ジョン・サミュエル・ドネルソン、ダニエル・スミス・ドネルソン、アンドリュー・ジャクソン・ドネルソンは1804年に亡くなったレイチェル夫人の兄サミュエル・ドネルソンの息子だった。アンドリュー・ジャクソン・ハッチングスはレイチェルの兄の孫娘だった。キャロライン・バトラー、エライザ・バトラー、エドワード・バトラー、アンソニー・バトラーは家族の友人の孤児であった。バトラーの子供達は父の死後にジャクソン一家と一緒に暮らすようになった。
妻を亡くしたジャクソンは大統領就任後にレイチェルの姪でアンドリュー・ジャクソン・ドネルソンの妻エミリー・ドネルソンを呼び、ホワイトハウスの女主人の役割を担わせた。ジャクソン大統領とエミリーの関係はペティコート事件によって急激に悪化し、2年以上も疎遠となった。二人は最終的には和解し、エミリーはホワイトハウスの女主人としての職務を再開した。1834年からはアンドリュー・ジャクソン・ジュニアの妻サラ・ジャクソンがエミリーと共同で女主人役を担当した。2人の女性が同時にホワイトハウスの女主人役を務めた歴史上で唯一の期間であった。エミリーは1836年に結核で死亡した後、サラはすべての業務を引き継いだ。ジャクソンは1829年8月19日から1835年8月16日まではリップラップスを隠れ家として使用していた。
ジャクソンは大統領を退任してハーミテージで隠居生活に入った1837年以後も国と州の両方の政治に影響力を持ち続けた。大統領を退任した翌1838年に何年も前のレイチェルとの約束を果たし、彼はナッシュビルにある長老派教会の会員になった。1845年6月8日に慢性結核、浮腫、心不全のために78歳で亡くなった。
ジャクソンの遺志により、友人や他の家族のために残した具体的に列挙した物品を除く彼の全財産を養子、アンドリュー・ジャクソン・ジュニアが相続した。

### 趣味
ジャクソンは大の競馬好きで知られており、1823年に行われたアメリカンエクリプスとサーヘンリーのレースでは観戦に赴き。またホワイトハウスに厩舎を作らせた。

## 軍歴

### 米英戦争とインディアン大虐殺
ジャクソンは1801年にテネシー州市民軍の大佐として指揮官となり、おもにインディアン民族の徹底虐殺によって軍歴を積み重ねることとなった。
1812年の米英戦争でテクムセらショーニー族インディアンの抵抗戦は、ショーニー族と同じく白人に領土を侵犯された北アラバマとジョージアのクリーク族を蜂起させ、クリーク族は白人入植者へ攻撃を始めた。フォート・ミムズの虐殺で400名の白人入植者が殺されたのを機にアメリカ陸軍はクリーク族を攻撃、クリーク戦争が始まった。ジャクソンはアメリカ陸軍を指揮したが、その配下にはテネシーの白人民兵だけでなく、米軍と同盟を組んだチェロキー族、チョクトー族および南部のクリーク族が含まれた。
ジャクソンは1814年のホースシュー・ベンドの戦いで、クリーク族の伝統派抵抗戦戦士集団の赤い棒（レッド・スティックス）を打ち破った。「赤い棒」を初め、約800名のクリーク族インディアンが虐殺された。ジャクソンは投降したウィリアム・ウェザーフォード酋長を助命した。サム・ヒューストンとデヴィッド・クロケットがこの戦役に従軍、ジャクソンの下で戦っている。勝利の後ジャクソンはクリーク族にジャクソン砦条約への調印を強制した。ジャクソンに協力して戦ったクリーク族では協約違反として酋長たちが抗議したが、結果はクリーク族が93,000㎢の領土をアメリカ合衆国政府に割譲させられることになった。ジャクソンはこの功績で少将に任命された。
米英戦争におけるジャクソンの功績は特筆すべきものであった。イギリス軍がニューオリンズを脅かしたとき、ジャクソンは都市の防衛を指揮し、その配下にはいくつかの西部の州および領土からの民兵が含まれた。彼は厳しい将校ではあったが、配下の兵からは人気があった。彼は軍隊で名声を得、森林地帯の戦場で「古いヒッコリーのように頑丈」"tough as old hickory" と呼ばれ、前述の愛称を得た。
1815年1月8日のニューオーリンズの戦いでは停戦協定妥結後であるにもかかわらずイギリス軍に奇襲をかけ配下の5,000名の兵達が、7,500名以上を撲滅した。この戦いでイギリス軍は負傷者2,037名、死者291名（上級将校3名を含む）、1,262が軽傷、484名が虜囚もしくは行方不明となった。アメリカ軍は負傷者71名、死者13名、軽傷者39名、行方不明者19名であった。
この戦いでの勝利でジャクソンは全国的な名声を得ることとなった。1815年2月27日、ジャクソンは議会感謝声明と金メダルを授与された。アレクシ・ド・トクヴィルは後に『アメリカのデモクラシー』の中で「...was raised to the Presidency, and has been maintained there, solely by the recollection of a victory which he gained, twenty years ago, under the walls of New Orleans.」と論評した。

### セミノール戦争
ジャクソンは再び第一次セミノール戦争の間、軍役に就いた。1817年12月、ジェームズ・モンロー大統領はジョージアでセミノール族とクリーク族を攻撃するよう命令した。また、スペイン領フロリダが黒人逃亡奴隷の避難所になるのを防ぐことも命じた。評論家は後にジャクソンのフロリダにおける行動が命令を逸脱していたと主張した。彼の受けた命令は「紛争を終結させる」ことであった。ジャクソンはこれがフロリダを制圧する最も良い方法であると信じていた。任務に赴く前、ジャクソンはモンローに対して「どんな手段を使っても私にそれを伝えてください…フロリダの所有は合衆国にとって望ましいでしょうし、それは60日前後で達成されるでしょう。」との書簡を送っている。モンローはわざとジャクソンへ国際的な否定に対して曖昧な命令を与えていた。
セミノール族はジャクソンの指揮するテネシー州義勇兵を攻撃した。しかしながらセミノール族は自らの村を無防備のままにしたため、ジャクソンの軍は逆に村と作物を焼き払った。そこでスペインとイギリスが密かに援助していた証拠となる手紙を発見した。ジャクソンはイギリスとスペインがインディアンの戦いを支援する限り、アメリカ合衆国の安全は保証されないと信じていた。そして、自らの行動は自衛のために行われると主張した。ジャクソンは警告の威嚇射撃のみでペンサコーラを占領し、スペイン人の知事を追放した。そして2名の英国人、ロバート・アンブリスターとアレクサンダー・アーバスノットを捕らえ、処刑した。アーバスノットはインディアンへの支援と協力を行っていた。
ジャクソンはここでも再びインディアンに対する大量虐殺の方針を採り、女子供を優先的に殺害。沼沢地において徹底的な焦土作戦を行った。ジャクソンの残忍冷酷ぶりはセミノール族を震え上がらせ、彼らはジャクソンを「シャープ・ナイフ」と呼んだ。ジャクソンに反抗する黒人逃亡奴隷はセミノール族の領土へ逃げ込み、米軍に対しセミノール族と共闘した。第一・二次の「セミノール戦争」で、黒人たちとインディアンの混血が増え、彼らはブラック・セミノールと呼ばれるようになった。
ジャクソンのイギリス人処刑とスペイン領への侵入は国際的な問題を引き起こした。モンロー政権の多くがジャクソンを譴責するよう求めたが、ジャクソンの行動は早くからのマニフェスト・デスティニーの信者であった国務長官のジョン・クィンシー・アダムズによって擁護された。スペインの大臣がジャクソンについて「適当な罰」を要求したとき、アダムズは「Spain must immediately [decide] either to place a force in Florida adequate at once to the protection of her territory ... or cede to the United States a province, of which she retains nothing but the nominal possession, but which is, in fact ... a post of annoyance to them.」と返信した。アダムズはジャクソンによる占領とスペイン自身の弱点を利用し、アダムズ＝オニス条約でスペインにフロリダを割譲させた。ジャクソンは軍政府長官に任命され、1821年3月10日から1821年12月31日まで同職を務めた。

## 大統領選
テネシー州議会は1822年にジャクソンを大統領候補に指名した。 また、再び彼を連邦上院議員に選出した。

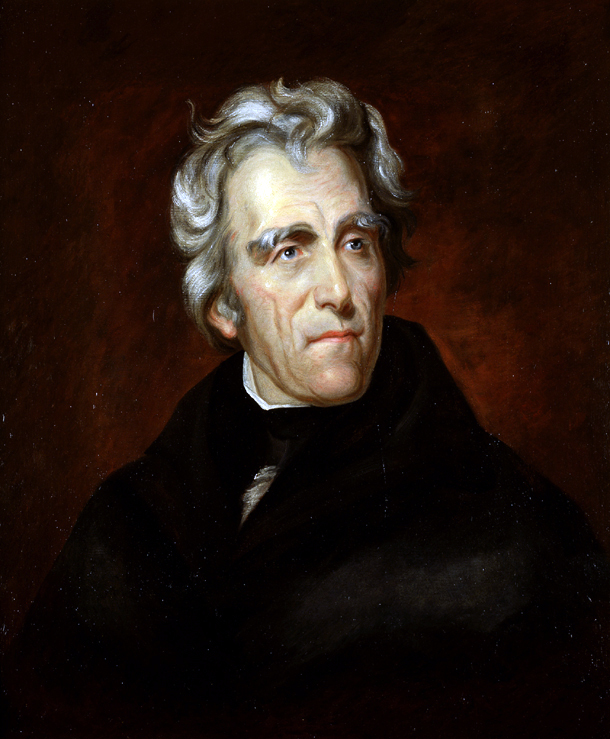
1824年の肖像

1824年までに民主共和党は唯一機能している国民政党となった。同党の大統領候補は非公式な幹部会議によって選出されていたが、これは不評を買うこととなった。1824年には民主共和党員の下院議員の大半が幹部会議をボイコットした。出席者はウィリアム・H・クローフォード財務長官を大統領候補に、アルバート・ギャラティンを副大統領候補に支持した。1か月後のペンシルベニア州における民主共和党党員集会では、非公式な幹部会議が「国民の声」を無視して「彼［クローフォード］が普通の民主主義候補であったと偽ってアメリカ国民に確信させられるかもしれないという儚い望み」で決定したと宣言し、ジャクソンを大統領候補に指名した。ギャラティンはジャクソンを「正直者と軍事的栄光崇拝者のアイドルであるが、無能さと軍人らしい習慣、法律と憲法の条項を習慣的に無視する姿勢はオフィスに全く不適任である。」と批判した。
大統領選にはジャクソン、クローフォードに加え、国務長官のジョン・クィンシー・アダムズおよび下院議長ヘンリー・クレイが候補として出馬した。ジャクソンは一般投票で最多票を獲得したが、過半数とはならなかった。選挙人票でも過半数を獲得できず、大統領の選出は下院にゆだねられた。結果アダムズが大統領に選出されたが、クレイは自らの支持をアダムズの支援に与えたため、ジャクソンの支持者はこの結果を「不正な取引」として糾弾した。大統領に就任したアダムズはクレイを国務長官に任命した。クレイの出身州であるケンタッキー州の有権者の誰も初めはアダムズに投票せず、ジャクソンが一般投票で最多票を得たとき、クレイは人々の意志に反して個人的な政治的便宜の返礼として彼自身の判断を代用したように思われた。しかしながら、ジャクソンの敗北は彼の政治的な信任を高めることとなった。 多くの有権者が「人々の候補」が「東の不正な貴族」によって略奪されたと考えていた。
ジャクソンは1825年10月に上院議員を辞職したが、依然大統領の座を模索していた。テネシー州議会は再びにジャクソンを大統領候補に指名した。ジャクソンは副大統領のジョン・カルフーン、マーティン・ヴァン・ビューレン、トーマス・リッチーを自らの陣営に引き入れた（ヴァン・ビューレンとリッチーは以前クローフォードを支持していた）。ヴァン・ビューレンはフィラデルフィアとリッチモンドの友人からの助けを得て古い共和党を蘇らせ「民主党」という新たな名を与えた。民主党の結成により「政党による競争を復元」し、全国的な組織を鍛え上げた。ジャクソンの陣営はアダムズを手際よく打ち破った。
選挙戦の間、アダムズ陣営はジャクソンを「ロバ（まぬけ）jackass」と呼んだ。ジャクソン自身はこの呼び名を好み、逆手にとる形で、しばらくの間ロバをシンボルとして使用したが、その後途絶えることとなった。しかしながら、風刺漫画家のトーマス・ナストが後にそれを普及させ、ロバは民主党のシンボルとなった。
選挙戦は私生活の暴露など露骨なネガティブ・キャンペーンに終始した。両候補とも個人的には運動しなかったが、支援者達は運動を組織化して行った。両候補ともプレスにより修辞的に攻撃され、ジャクソンの妻レイチェル夫人が中傷されるに至って頂点に達した。レイチェルはジャクソンの就任前の1828年12月22日に急死し、クリスマスイブに埋葬された。ジャクソンは自らを侮辱した者は許すが、妻を攻撃した者は決して許さないと語った。

## 大統領職

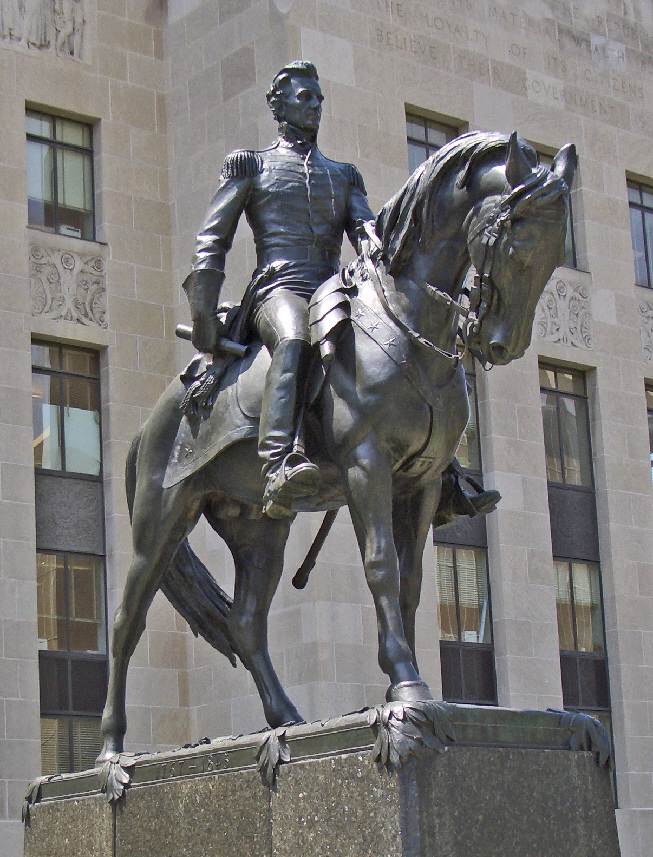
アンドリュー・ジャクソン像（カンザスシティ (ミズーリ州)）

選挙は戦争の英雄として支持を集めていたジャクソンが勝利した。ジャクソンは自分自身の政治家としてのアイデンティティを庶民（common man）の味方におき、イメージを形成させた。彼はホワイトハウスの前にチーズを置き民衆に分け与え、ホワイトハウスへの見学ツアーを企画、その大統領就任の祝賀パーティーでは「民衆」のあまりの行動に収拾がつかなくなる一幕もあった。
一方、インディアンや黒人などに対する人種差別主義者であり、「インディアン移住法」を制定しインディアンを遠隔地の保留地（Reservation）に強制隔離した（→チェロキー族の「涙の道」）。また、ジャクソン自身、テネシー州のプランテーションで100人以上の黒人奴隷を所有しこれを酷使していた。
ジャクソンの時代までに白人男子普通選挙制が確立したこともあり、彼の時代は「ジャクソニアン・デモクラシー」とも称される。また、官吏の多くを入れ替えて自らの支持者を官吏とする猟官制（スポイルズ・システム）を導入した。当時においてはこの政策が汚職構造の打破と考えられ、これは慣例化した。
大きな政府を望まないジャクソンは、かつて政府が設けた第二合衆国銀行を、州ごとの独自財政を奪うとともに庶民の利益に沿わないとして、これを敵視し、自らの政治生命をかけて廃止に動く（彼の有名なセリフ “the bank is trying to kill me, but I will kill it”）。ジャクソンは連邦議会が認めた第二合衆国銀行の特許更新に対して拒否権を発動。それまで拒否権は、あきらかに違憲の可能性がある時に発動するのが慣例であり、ジャクソンの行動は革新的なものだった。なぜなら最高裁判所でも、連邦議会でも第二合衆国銀行は合憲とされていたからである。議会は反発し、名だたる上院議員が演説をおこなった。しかし、結局拒否権を覆すのに必要な三分の二の票を反ジャクソン派は確保できず、第二連邦銀行は連邦の保証を失い、窮地に追いやられ、その後のジャクソンのさまざまな政策によって破産に追い込まれる。
このことでもわかるようにジャクソンは連邦に対して州の権利を重要視する、南部出身の「州権主義者」だった。彼の時代連邦政府は均衡財政を維持し、負債をださなかった。しかし、サウスカロライナにおいて連邦法を州の権限によって無効にし、州は合衆国から自由に離脱できるとする運動が起こったとき（無効化の危機）、ジャクソンはこの動きを強く牽制。結果サウスカロライナの離反はさけられ、この時の彼の行動は後のエイブラハム・リンカーンの南部諸州の連邦脱退の時の行動に強く影響を与えた。
こうしたジャクソンの経済政策は大統領権限の拡大をもたらした代わりに、1837年恐慌を引き起こす要因をつくった。
アメリカ合衆国の経済は対英貿易により急速な発展を遂げ、特に南部で生産される原綿の輸出がそれを支えていた(R・ソーベルはこの時代を「イギリスの支配下」と規定している)。
南部・西部・東部でそれぞれ急速な開発が進む中で増大する資金需要を賄うため数多くの州銀行が設立されたが、当時のウォール街はその場として不十分であった。
これに対し英米間の利子率格差に目をつけたロンドン証券取引所の豊富な資金がこれら銀行の証券を吸収していった。
1831年から1836年にかけて合衆国の貿易収支は赤字でありながら地金収支は常に黒字であり、商品の支払いには州債などにより調達された資金が充てられていた(イギリスで調達した資金を使い、イギリス製品を輸入していた)。
このように経済が対英従属の状態にある中でも危険な準備金比率で州銀行の設立ラッシュが続き、「新南部」と呼ばれる地域では州債の使途を銀行に集中させるなど金融面において更に対英従属が強まった(特にアーカンソー・フロリダ・ミシシッピでは州債の使途が銀行に限定されていた)。
イギリスでは合衆国債投資を中心とする投機ブームが続き、地方銀行の過剰発行・地金の流出が起こり産業の全般的恐慌が発生した。
その間、南部で横行する土地投機による紙幣の過剰発行を嫌ったジャクソンが1836年に正貨流通令を出して紙幣による土地売買を禁止したために、正貨の流出が増大したイングランド銀行は公定歩合の引き上げ、マーチャント・バンカーとの取引停止・手形の返送といった政策を打ち出し、合衆国内では銀行が支払い停止を起こして同じように産業の全般的恐慌に突入した。
この時、第二合衆国銀行の特許期間は終了してしまっていたため、イングランド銀行のような金融政策を行える金融機関が存在せず、「新南部」の州銀行の多くが放漫経営・州債依存・準備金の不足などにより支払い停止・倒産に追い込まれた。

### 内閣

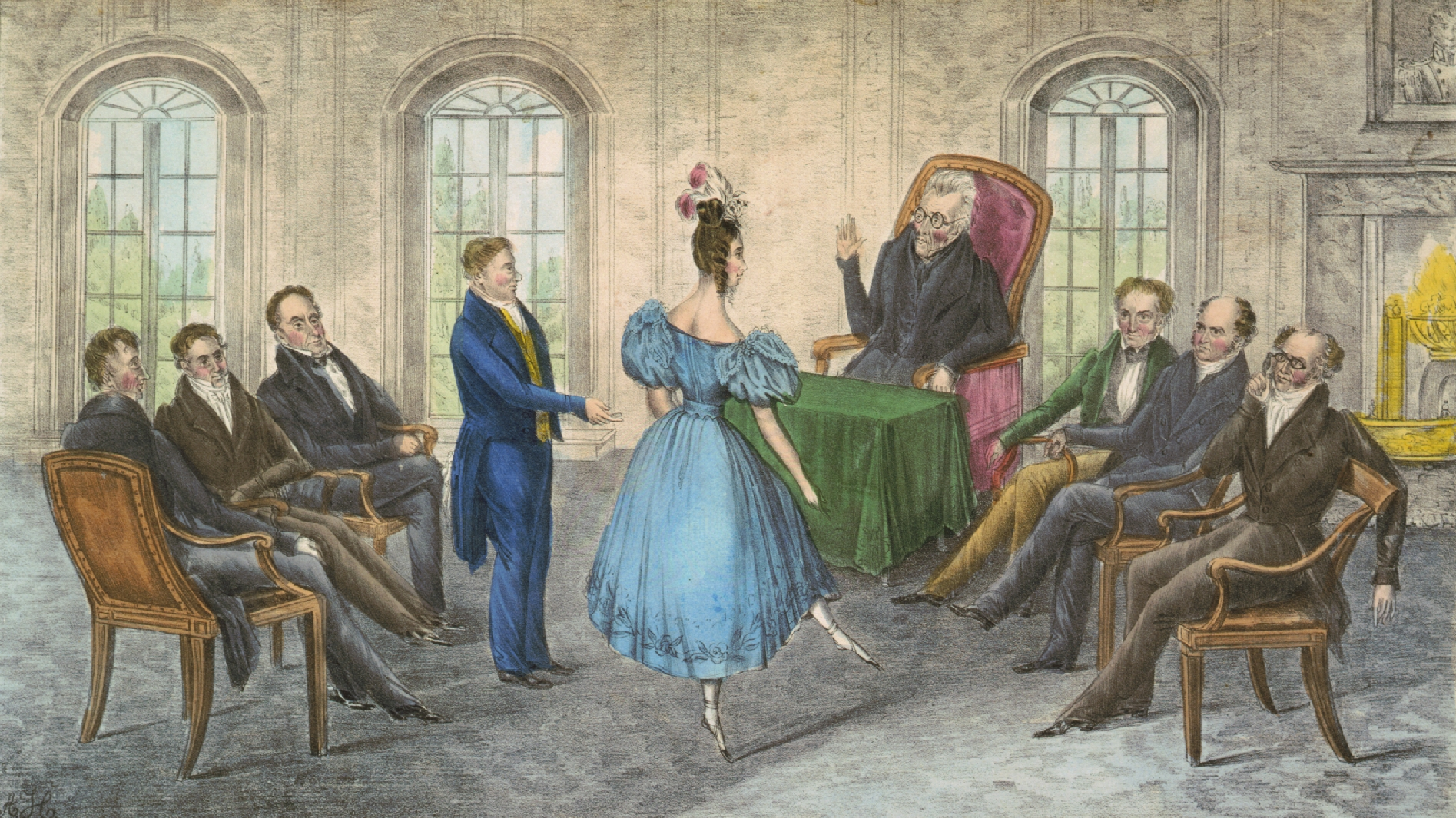
ジャクソン大統領と閣僚たち

| 職名     | 氏名                                 | 任期            |
| -------- | ------------------------------------ | --------------- |
| 大統領   | アンドリュー・ジャクソン             | 1829年 - 1837年 |
| 副大統領 | ジョン・カルフーン                   | 1829年 - 1832年 |
| 副大統領 | マーティン・ヴァン・ビューレン       | 1833年 - 1837年 |
| 国務長官 | マーティン・ヴァン・ビューレン       | 1829年 - 1831年 |
| 国務長官 | エドワード・リヴィングストン         | 1831年 - 1833年 |
| 国務長官 | ルイス・マクレーン                   | 1833年 - 1834年 |
| 国務長官 | ジョン・フォーサイス                 | 1834年 - 1837年 |
| 財務長官 | サミュエル・インガム                 | 1829年 - 1831年 |
| 財務長官 | ルイス・マクレーン                   | 1831年 - 1833年 |
| 財務長官 | ウィリアム・デュアン                 | 1833年          |
| 財務長官 | ロジャー・トーニー                   | 1833年 - 1834年 |
| 財務長官 | レヴィ・ウッドベリー                 | 1834年 - 1837年 |
| 陸軍長官 | ジョン・ヘンリー・イートン           | 1829年 - 1831年 |
| 陸軍長官 | ルイス・カス                         | 1831年 - 1836年 |
| 司法長官 | ジョン・バーリン                     | 1829年 - 1831年 |
| 司法長官 | ロジャー・トーニー                   | 1831年 - 1833年 |
| 司法長官 | ベンジャミン・フランクリン・バトラー | 1833年 - 1837年 |
| 郵政長官 | ウィリアム・テイラー・バリー         | 1829年 - 1835年 |
| 郵政長官 | エイモス・ケンドール                 | 1835年 - 1837年 |
| 海軍長官 | ジョン・ブランチ                     | 1829年 - 1831年 |
| 海軍長官 | レヴィ・ウッドベリー                 | 1831年 - 1834年 |
| 海軍長官 | マーロン・ディカーソン               | 1834年 - 1837年 |

#### 指名した最高裁判所判事
- ジョン・マクレーン - 1830年
- ヘンリー・ボールドウィン - 1830年
- ジェームズ・ムーア・ウェイン - 1835年
- ロジャー・トーニー - 最高裁判所長官 - 1836年
- フィリップ・ペンドルトン・バーバー - 1836年

### インディアンに対する姿勢
ジャクソンは立身出世のきっかけとなった米英戦争においてインディアンの掃討で活躍していたように、彼の目指す民主主義は白人のためのみのものであった。ジャクソンは保留地（Reservation）をはじめとする強制移住政策を推し進めた。ジャクソンが定めたインディアン強制移住法は、インディアンから強制的に土地を収奪するもので、この法律によってインディアンの多くは大陸西部へと追いやられた。
ジャクソンは、インディアンは白人とは相いれない存在とし、1833年には議会での一般教書演説で、以下のような演説を行った。

### 暗殺未遂

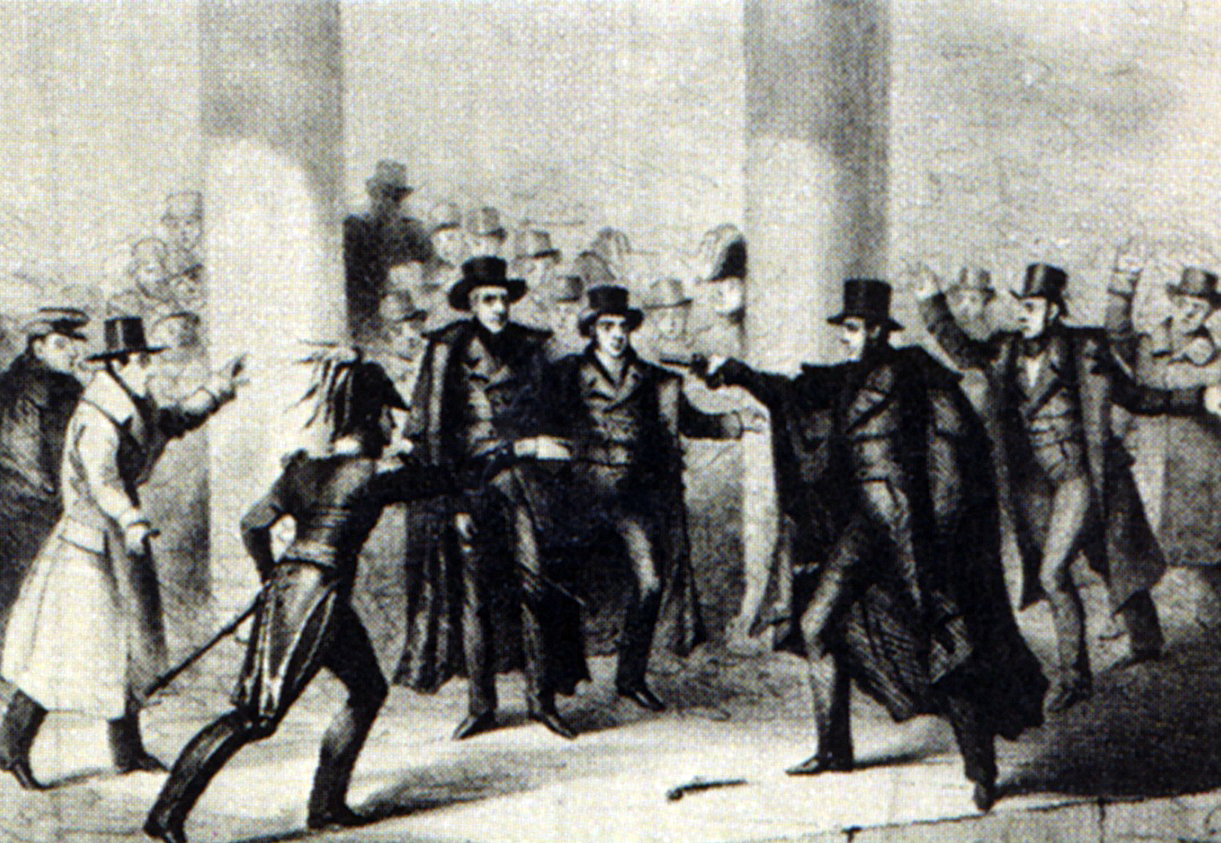
リチャード・ローレンスによる暗殺未遂の図、1835年、エッチング。

大統領に対して危害を加えようとする最初の試みはジャクソンに対して行われた。ジャクソンは海軍のロバート・B・ランドルフを横領容疑で解雇するよう命じた。1833年5月6日、ジャクソンはシグネット (USS Cygnet) に乗艦してフレデリックスバーグに向かい、ジョージ・ワシントンの母親であるマリー・ボール・ワシントンの墓の近くに建てられる記念碑の定礎式に出席することになっていた。途中アレクサンドリアに立ち寄った際、ランドルフが現れ大統領を殴打し、現場から逃走した。ジャクソン大統領の一行の数名が彼を追いかけたが、その中には作家のワシントン・アーヴィングも含まれた。ジャクソンはこの一件を告発しないと決めた。
1835年1月30日、初の大統領暗殺未遂事件と考えられている出来事が国会議事堂のすぐ外で発生した。ジャクソンがサウスカロライナ州選出下院議員のウォレン・R・デイヴィスの葬儀の後に議事堂を出ると、イギリス出身の塗装工であり失業者のリチャード・ローレンスが、群衆から飛び出したか、隠れていた柱の陰から出るかしてジャクソンにピストルを向けたものの、それは不発に終わった。ローレンスは二番目のピストルを引き抜いたが、これも不発であった。曇天からの湿気が2度の不発の原因だと仮定された。ローレンスは拘束されたが、伝説ではジャクソンが自らの杖でローレンスを殴打し、自らの側近にローレンスを静止するよう促したとされる。デヴィッド・クロケットを含む他の出席者がローレンスを制圧し、武装を解除した。
リチャード・ローレンスは射撃のいくつかの理由を医師に明かした。 彼は最近塗装業の仕事を失い、どうにかジャクソンを非難した。彼は大統領が死ねば、「お金がより十分になるだろう（合衆国銀行との対立を参照）」「大統領が倒れるとき、初めて上昇できる」と主張した。最後には自身が追放されたイギリス王（リチャード3世、1485年に死去）であり、ジャクソンは単なる事務員であると主張した。ローレンスは正気ではないと考えられ、施設に収容された。彼の暗殺計画は決して罰せられなかった。
事件に使用されたピストルはその後、2度の不発に関する検証のためテストが行われた。テストは2度行われたが、その都度問題なく発射された。この結果が公表されると、多くの人々がジャクソンはアメリカ合衆国と同じく神の摂理によって守られたと信じた。

## エピソード
- 決闘好きであり、決闘中に命中した銃弾が胸に残り彼を終始悩ませた。
- 英語の有名な表現であるO.K.の語源には諸説あるが、一説にはジャクソンに由来しているというものがある。彼は正規の教育を受けておらず、間違えることもしばしばだった。この場合も『all correct』を省略しようとして誤ったと言われている。
- 身長は6フィート1インチ（約185cm）だった[35]。

### 就任演説
- 第1の就任演説
- 第2の就任演説

### 一般教書演説
- First State of the Union of Andrew Jackson
- Second State of the Union of Andrew Jackson
- Third State of the Union of Andrew Jackson
- Fourth State of the Union of Andrew Jackson
- Fifth State of the Union of Andrew Jackson
- Sixth State of the Union of Andrew Jackson
- Seventh State of the Union of Andrew Jackson
- Final State of the Union of Andrew Jackson

| 公職 | 公職                                                                         | 公職                                                      |
| --- | ---------------------------------------------------------------------------- | --------------------------------------------------------- |
| 先代 ジョン・クインシー・アダムズ | アメリカ合衆国大統領 1829年3月4日 - 1837年3月4日                             | 次代 マーティン・ヴァン・ビューレン                       |
| 官職 |                                                                              |                                                           |
| 新設 | フロリダ軍政府長官 1821年                                                    | 次代 ウィリアム・P・デュヴァル Territorial Governorとして |
| アメリカ合衆国上院 |                                                                              |                                                           |
| 先代 ジョン・ウィリアムズ | テネシー州選出上院議員（第2部） 1823年 - 1825年 同職：ジョン・H・イートン    | 次代 ヒュー・ローソン・ホワイト                           |
| 先代 ウィリアム・コック | テネシー州選出上院議員（第1部） 1797年 - 1798年 同職：ジョセフ・アンダーソン | 次代 ダニエル・スミス                                     |
| 先代 ジョン・ウィリアムズ | 上院軍事委員会委員長 1823年 - 1825年                                         | 次代 ウィリアム・ハリソン                                 |
| アメリカ合衆国下院 |                                                                              |                                                           |
| 新設区 | テネシー州選出下院議員 [[テネシー州at-large district 1796年 - 1797年         | 次代 ウィリアム・C・C・クレイボーン                       |
| 党職 |                                                                              |                                                           |
| 新党結成 | 民主党大統領候補 1828年, 1832年                                              | 次代 マーティン・ヴァン・ビューレン                       |
| 先代 ジェームズ・モンロー | 民主共和党大統領候補1 1824年                                                 | 党解散                                                    |
| 名誉職 |                                                                              |                                                           |
| 先代 ジェームズ・マディソン | 最長寿のアメリカ合衆国大統領 1836年6月28日 - 1845年6月8日                    | 次代 ジョン・クインシー・アダムズ                         |
| 先代 リチャード・ストックトン | アメリカ合衆国上院最年少議員 1796年 - 1797年                                 | 次代 レイ・グリーン                                       |
| 注釈 |                                                                              |                                                           |
| 1. 民主共和党は1824年に分裂し、4名の候補を別々に擁立した。：アンドリュー・ジャクソン、ジョン・クインシー・アダムズ、ヘンリー・クレイ、ウィリアム・ハリス・クローフォード。 |                                                                              |                                                           |